# Глоговац (Јагодина)
Глоговац је насељено место града Јагодине у Поморавском округу. Према попису из 2022. има 1102 становника (према попису из 2011. било је 1287 становника).
Овде се налазе ОШ „Вук Караџић” Глоговац, Запис дуд код задруге (Глоговац), Запис Маринковића и Вучковића орах (Глоговац), Запис Милојевића храст (Глоговац), Запис храст код цркве (Глоговац).

## Историја
Прота Петар Коруновић је преко 65 година био глоговачки парох, умро је 1940, у самом селу је подигао храм св. Богородице - Мала Госпођа. Прва служба у храму је одржана 23. септембра 1935, у којој је учествовао и син старог проте Бранислав, арх. намесник из Алексинца, а цркву је пројектовао други протин син, Момир Коруновић. Заједно са храмом је освећена и костурница. Током периода Краљевине СХС/Југославије Глоговац је имао своју општину. Председник глоговачке општине 1938. године био је Богомир Ракић, који је био заменик за кандидата за народног посланика за белички срез на изборима децембра 1938. испред Југословенске радикалне заједнице.

## Демографија
У насељу Глоговац живи 1294 пунолетна становника, а просечна старост становништва износи 44,9 година (43,5 код мушкараца и 46,3 код жена). У насељу има 432 домаћинства, а просечан број чланова по домаћинству је 3,61.
Ово насеље је великим делом насељено Србима (према попису из 2002. године), а у последња три пописа, примећен је пад у броју становника.
|  |

| Демографија | Демографија | Демографија |
| Година      | Становника  | Становника  |
| ----------- | ----------- | ----------- |
| 1948.       | 1.951       |             |
| 1953.       | 1.970       |             |
| 1961.       | 2.002       |             |
| 1971.       | 1.965       |             |
| 1981.       | 1.921       |             |
| 1991.       | 1.840       | 1.698       |
| 2002.       | 1.561       | 1.759       |
| 2011.       | 1.287       |             |
| 2022.       | 1.102       |             |

| Етнички састав према попису из 2002.‍ | Етнички састав према попису из 2002.‍ | Етнички састав према попису из 2002.‍ | Етнички састав према попису из 2002.‍ | Етнички састав према попису из 2002.‍ |
| ------------------------------------ | ------------------------------------ | ------------------------------------ | ------------------------------------ | ------------------------------------ |
|                                      |                                      |                                      |                                      |                                      |
| Срби                                 | Срби                                 |                                      | 1.542                                | 98,78%                               |
| Црногорци                            | Црногорци                            |                                      | 2                                    | 0,12%                                |
| Македонци                            | Македонци                            |                                      | 2                                    | 0,12%                                |
| Мађари                               | Мађари                               |                                      | 1                                    | 0,06%                                |
| непознато                            | непознато                            |                                      | 14                                   | 0,89%                                |

| Година пописа     | 1948. | 1953. | 1961. | 1971. | 1981. | 1991. | 2002. |
| ----------------- | ----- | ----- | ----- | ----- | ----- | ----- | ----- |
| Број домаћинстава | 385   | 388   | 436   | 457   | 448   | 426   | 432   |

| Број чланова      | 1  | 2  | 3  | 4  | 5  | 6  | 7  | 8 | 9 | 10 и више | Просек |
| ----------------- | -- | -- | -- | -- | -- | -- | -- | - | - | --------- | ------ |
| Број домаћинстава | 75 | 88 | 51 | 69 | 59 | 56 | 24 | 9 | 0 | 1         | 3,61   |

| Пол    | Укупно | Неожењен/Неудата | Ожењен/Удата | Удовац/Удовица | Разведен/Разведена | Непознато |
| ------ | ------ | ---------------- | ------------ | -------------- | ------------------ | --------- |
| Мушки  | 658    | 146              | 446          | 48             | 16                 | 2         |
| Женски | 703    | 97               | 446          | 133            | 18                 | 9         |
| УКУПНО | 1.361  | 243              | 892          | 181            | 34                 | 11        |

| Пол    | Укупно                    | Пољопривреда, лов и шумарство | Рибарство                            | Вађење руде и камена | Прерађивачка индустрија       |
| ------ | ------------------------- | ----------------------------- | ------------------------------------ | -------------------- | ----------------------------- |
| Мушки  | 330                       | 152                           | 4                                    | 0                    | 73                            |
| Женски | 205                       | 128                           | 0                                    | 0                    | 17                            |
| УКУПНО | 535                       | 280                           | 4                                    | 0                    | 90                            |
| Пол    | Производња и снабдевање   | Грађевинарство                | Трговина                             | Хотели и ресторани   | Саобраћај, складиштење и везе |
| Мушки  | 5                         | 8                             | 30                                   | 5                    | 15                            |
| Женски | 0                         | 0                             | 15                                   | 5                    | 3                             |
| УКУПНО | 5                         | 8                             | 45                                   | 10                   | 18                            |
| Пол    | Финансијско посредовање   | Некретнине                    | Државна управа и одбрана             | Образовање           | Здравствени и социјални рад   |
| Мушки  | 0                         | 2                             | 5                                    | 7                    | 7                             |
| Женски | 0                         | 3                             | 0                                    | 8                    | 18                            |
| УКУПНО | 0                         | 5                             | 5                                    | 15                   | 25                            |
| Пол    | Остале услужне активности | Приватна домаћинства          | Екстериторијалне организације и тела | Непознато            | Непознато                     |
| Мушки  | 6                         | 0                             | 0                                    | 11                   | 11                            |
| Женски | 5                         | 0                             | 0                                    | 3                    | 3                             |
| УКУПНО | 11                        | 0                             | 0                                    | 14                   | 14                            |